# Landmarks Preservation Commission
Die Landmarks Preservation Commission ist eine Behörde der Stadt New York City, deren Aufgabe es ist, historisch wertvolle Gebäude und Gebiete (Historic Districts) in der Stadt zu identifizieren und unter Denkmalschutz zu stellen. 
Die Landmarks Preservation Commission wurde 1965 von Bürgermeister Robert F. Wagner Jr. ins Leben gerufen, nachdem das öffentliche Bewusstsein in Sachen Denkmalschutz durch den umstrittenen Abriss einiger historisch wichtiger Gebäude, insbesondere der 1963 abgerissenen alten Penn Station, gestiegen war.

## Arten von Denkmalen
Unter Schutz gestellt werden können folgende Arten von Denkmalen:
- Einzeldenkmale, wie Gebäude und andere Strukturen, wie das „Wonderwheel“, ein Riesenrad in Coney Island;
- Innenräume, die öffentlich zugänglich sind und eine besondere architektonische oder historische Bedeutung haben;
- Landschaftsdenkmale, wie der Central Park und der Prospect Park;
- Historische Distrikte, die einen besonderen architektonischen Zusammenhang oder historische Bedeutung haben.

Um als Denkmal geschützt zu werden, muss eine Struktur älter als 30 Jahre sein und „über einen speziellen Charakter oder einen besonderen historischen oder ästhetischen Wert als Teil der Entwicklung, des Erbes oder der kulturellen Eigenschaften der Stadt, des Staates oder der Nation verfügen“.

## Aufbau und Aufgaben
Die Landmarks Preservation Commission besteht aus elf vom Bürgermeister der Stadt New York ernannten Commissioners, von denen zehn ehrenamtlich bestellt sind, und einem festen Stab von Mitarbeitern in sechs Abteilungen:
- Die Archäologieabteilung (Archeology Department) befasst sich mit historischen Überresten im Boden; im Rahmen von Umweltverträglichkeitsgutachten für Großprojekte kann die Commission weitere Gutachten anfordern, falls es Anhaltspunkte dafür gibt, dass ein Grundstück archäologische bedeutsam sein könnte.
- Die Forschungsabteilung (Research Department) untersucht, ob die vorgeschlagenen Gebäude oder Stadtgebiete tatsächlich historische Bedeutung haben und deshalb under Denkmalschutz gestellt werden sollen.
- Die Denkmalschutzabteilung (Preservation Department) hilft Eigentümern von denkmalgeschützten Gebäuden bei der Restaurierung.
- Das Denkmalschutz-Förderprogramm (Historic Preservation Grant Program) stellt Eigentümern von Denkmalen Zuschüsse von bis zu 25.000 US-Dollar zur Restaurierung von Fassaden zur Verfügung.
- Die Vollzugsabteilung (Enforcement Department) sorgt für die Einhaltung der Denkmalschutzbestimmungen.
- Die Abteilung für Umweltkoordination (Environmental Review Coordination) stellt sicher, dass die Belange des Denkmalschutzes im Rahmen der Umweltverträglichkeitsprüfung für Bauvorhaben in New York eingehalten werden.

## Erlangung des Denkmalstatus
Jeder Bürger kann einen Antrag zum Schutz eines Bauwerks oder Stadtgebiets auf Denkmalschutz stellen. Der Stab der Landmarks Preservation Commission evaluiert dann, ob die Kriterien für eine Denkmalschutzbindung erfüllt werden. Die Commission stellt anschließend den Denkmalstatus fest. Das Department of City Planning muss danach entscheiden, ob die Unterschutzstellung eines Denkmals mit der Stadtentwicklung in Konflikt steht. Die letzte Entscheidung darüber, ob ein Gebäude oder ein Stadtgebiet historisch bedeutsam ist, liegt beim Stadtrat (City Council).